# Saint-Rimay
Saint-Rimay [sɛ̃ ʁimɛ] ist eine französische Gemeinde mit 294 Einwohnern (Stand: 1. Januar 2022) im Département Loir-et-Cher in der Region Centre-Val de Loire. Sie gehört zum Arrondissement Vendôme und ist Teil des Kantons Montoire-sur-le-Loir.

## Geografie

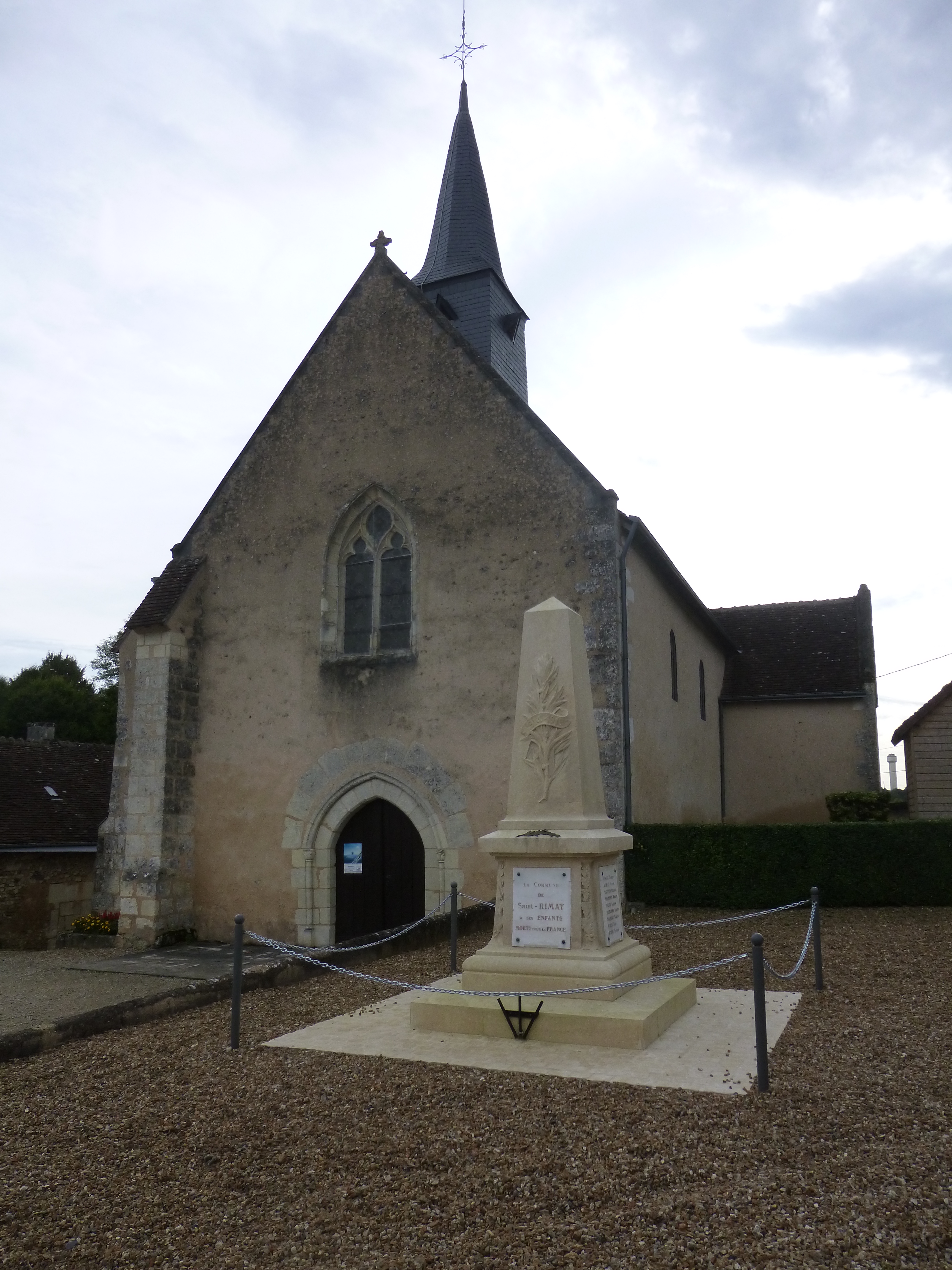
Kirche Saint-Rimay

Saint-Rimay liegt etwa 48 Kilometer nordnordöstlich von Tours und etwa 40 Kilometer nordwestlich von Blois am Loir, der die Gemeinde im Norden und Westen begrenzt. Umgeben wird Saint-Rimay von den Nachbargemeinden Lunay im Norden, Thoré-la-Rochette im Osten und Nordosten, Houssay im Süden und Osten, Villavard im Süden, Montoire-sur-le-Loir im Westen sowie Les Roches-l’Évêque im Nordwesten. An der Grenze zur Nachbargemeinde Villavard mündet das Flüsschen Fontaine de Sasnières in den Loir.

## Geschichte
Zum 1. Mai 1942 wurde in Saint-Rimay ein Führerhauptquartier unter dem Namen Wolfsschlucht III errichtet. Genutzt wurde es jedoch nicht.

### Einwohnerentwicklung
| 1962                       | 1968 | 1975 | 1982 | 1990 | 1999 | 2006 | 2017 |
| 318                        | 317  | 284  | 292  | 323  | 311  | 295  | 291  |
| Quellen: Cassini und INSEE |      |      |      |      |      |      |      |

## Sehenswürdigkeiten
- Kirche Saint-Rimay